# Andrena obscuripostica
Andrena obscuripostica är en biart som beskrevs av Henry Lorenz Viereck 1916. Andrena obscuripostica ingår i släktet sandbin, och familjen grävbin. Inga underarter finns listade i Catalogue of Life.